# Markión
Markión vagy Markion (ógörögül: Μαρκίων Σινώπης, régiesen Marcion); (Sinope, 85 – Róma, 160) teológus, kis-ázsiai gazdag kereskedőből lett hitszónok. Hirdette, hogy Jézus Krisztus különbözik az Ószövetség, világot teremtő, „bosszúálló” Istenétől (Démiurgosz), és azt tanította, hogy az Ószövetség istene nem az igaz Isten, hanem az igaz és magasabb Isten csak Jézus Krisztussal jelent meg. Pál apostol követőjének tartotta magát, akiről azt mondta, hogy Jézus Krisztus egyetlen igaz apostola volt. Markión hozta létre a legrégebbi újszövetségi kánont.
A korai egyházi írók, mint például Jusztinusz mártír, Irenaeus és Tertullianus eretneknek vagy antikrisztusnak minősítették, és a római egyház 144 körül kiközösítette. 
Markión gnosztikus, platonista eredetű, a későbbi manicheusok tanaihoz hasonló tanításaival egy több évszázadig élő egyházat alapított meg, számos hívővel az egész akkori Római Birodalom területén. Követői voltak az ún. markioniták .

## Élete
85 körül született. A Fekete-tenger partján fekvő Szinopéből származott, s gazdag hajótulajdonos vagy kereskedő volt. Antoninus Pius uralma alatt, uralkodása első évében lépett színre. 140 körül Rómába hajózott, ahol javainak jelentős részét egy keresztény közösségre testálta. 144 körül szakított a helyi egyházzal, s új egyházat alapított. Tanai hamarosan széles körben elterjedtek.

## Nézetei, követői
Tanításának egyik fő gondolata az az állítás volt, hogy Jézus egy egész más Istent nyilvánított ki, mint a Héber Biblia Istene.
Az Ószövetség gyakran úgy beszél Istenről, mint aki mindenekfelett igazságos, jutalmaz, de büntet is, jó is, de elsősorban csak a saját népéhez van szíve igazán. Továbbá sok olyan tulajdonságot meghagy benne, amelyek inkább emberiek, mint isteniek (antropomorfizmus). Ezzel szemben Jézus Krisztus Istene az abszolút jóság és a szeretet, aki jóságát nem köti feltételekhez, aki a bűnösöket éppúgy elárasztja szeretetével, mint a jókat. A két korszak határán pedig Jézus áll. Előtte a törvény uralkodik, vele pedig megkezdődik a megváltás és kegyelem korszaka. Markion még egy lépéssel tovább ment, és azt mondta, hogy a két korszaknak istene is két külön Isten.
Nézete alapján a héberek Istene egy nyomorúságos világ teremtője, aki nem azonos Jézus irgalmas Atyjával. Ezért elvetette az Ószövetséget, mivel az más Istent jelentett ki, nem a Jézus Krisztus Atyját, s helyére a saját Szentírását tette, amely a Lukács evangéliumának és Pál apostol leveleinek az ő elképzelése szerinti „megtisztított” formájából állt. Célja az volt, hogy megreformálja a meghamisított kereszténységet a páli teológia alapján és abból minden ószövetségi, illetve zsidó elemet kiiktasson. Az ő új Szentírása három részből állt. Az első részben volt az új kijelentésről szóló evangélium, a másodikban voltak Pál levelei, a harmadik pedig Markión saját könyvéből, az Antitézisekből (Antitheseis) állt. Az Antitézisek a kereszténység és a zsidóság közt levő ellentétek rendszerezett összefoglalása volt, az evangéliumból és Pál teológiájából levont következtetések. Ismeretünk szerint Markión volt az első, aki összegyűjtötte Pál apostol leveleit és szent írásokként használta fel őket. Pált a kereszténység klasszikusának tartotta, s ugyanakkor nyilatkozatait és egész világnézetét szembeállította nemcsak a zsidó valláséval, hanem az apostolokéval is, és csak Páléhoz ragaszkodott.
Szerinte a héberek istene által teremtett anyagi világ hibás és csak a szenvedések helye, így teremtője is csupán egy kontárkodó, rosszindulatú démiurgosz, azaz ördög lehetett.[forrás?] Ennek megfelelően Jézus sem a zsidók által várt Messiás (hiszen annak egy hódítónak és politikai vezetőnek kellett volna lennie), hanem egy, a Teremtőnél nagyobb isten küldöttje, akinek a szerepe a Héber Biblia istenétől különböző jellegű, a fény és a tiszta eszme transzcendens (~tapinthatatlan) istenének kinyilatkoztatása volt. Jézus istene indulatoktól és haragtól mentes, teljesen jóindulatú. Jézus küldetése tehát az volt, hogy a hívőket az Ószövetség véges, haragos teremtőistene elnyomásából kivezesse. Hite szerint Krisztus nem volt igazából ember, és nem ténylegesen halt meg a keresztfán, hanem teste mintegy jelenésszerű, látszattest volt (doketizmus), amelyet csak egy időre, földi küldetése alatt vett fel, hogy azután ismét elhagyja.
Ezt a nézetet Tertullianus hevesen támadta a „De Carne Christi” (Krisztus testéről) írt könyvében.
Markión szembeszállt a pogány-keresztény egyházi megalkuvásokkal. Visszahelyezte jogaiba a világ végét váró reménységet, és ezzel összefüggő aszkézist hirdetett, ételben-italban mértékletességet követelt meg. Rendszeresen kellett böjtölni, és szigorú étkezési tilalmak voltak előírva. 
Az anyagi világot bűnösnek és elvetendőnek tekintette. A markioniták nem házasodtak. A szexualitás – még házasságon belül is – bizonyos paráználkodásnak számított. 
A hívők kötelességévé tette a vértanúságig menő hithűséget és állhatatosságot. Ezek az elvek később mély hatást gyakoroltak Máníra is.
Tertullianus a 2. század végén beszámolt arról, hogy „Markión eretnek hagyománya betöltötte az egész világot”. A markionita egyház nyugaton körülbelül kétszáz évig állt fenn. Nagy Konstantin császár 320 körül betiltotta a vallásuk gyakorlatát.
Keleten, Kis-Ázsiában is meglehetősen el volt terjedve. Bár követőinek száma itt kevés volt, még több évszázadig fennmaradt. A mozgalom életerejét végül a manicheusok és az örmény paulicianusok szívták fel. Még a 692-ben tartott trallesi zsinat, továbbá a 10. századi Fihrist  is említi őket, de csak mint „különcködőket”.